# Small City Commerce
Small City Commerce, enmarcado en el programa europeo Leonardo da Vinci es un proyecto paneuropeo para mejorar la formación de las PYMEs.

## Proyecto Small City Commerce
En la actualidad, las pequeñas y medianas empresas son la espina dorsal de la economía europea y constituyen la principal fuente de creación de los nuevos empleos de trabajo y crecimiento económico. Para que las PYMES sigan siendo competitivas a nivel europeo, es necesaria la potenciación de la formación con contenidos específicamente dedicados al sector del comercio.
Ante esta necesidad, se ha creado el proyecto Small City Commerce incluido en el Programa europeo Leonardo da Vinci. Small City Commerce tiene como objetivo fomentar la formación del pequeño comercio en los municipios de Europa. Así, se identificarán las necesidades de formación en las pymes para posteriormente implementar la formación a través de cursos que se dirijan al sector del pequeño comercio.
Los materiales formativos van dirigidos a los gerentes, directores y empleados de las pequeñas empresas localizadas en pequeñas ciudades y dedicadas al sector terciario.
Además, cabe destacar que uno de los resultados esperados del proyecto es la creación de una red de Pymes comerciales, que les permita estar en contacto directo y a tiempo real entre ellas para intercambiar experiencias y buenas prácticas.

## Socios del proyecto
- Ayuntamiento de Villarreal (España)
- Landesinitiative Neue Kommunikations Mecklenburg-Vorpommern (Alemania)
- IDEC SA (Grecia)
- Federación de Comercio de Villarreal (España)
- FUNDECYT (España)
- INIMM (Rumania)
- BCD (Turquía)
- Fundación Comunidad Valenciana-Región Europea (España)

## Página web
www.smallcitycommerce.eu
- Datos: Q9078318